# 最強のふたり〜京都府警 特別捜査班〜
『最強のふたり〜京都府警 特別捜査班〜』（さいきょうのふたり きょうとふけい とくべつそうさはん）は、2015年7月16日から9月10日までテレビ朝日系「木曜ミステリー」枠で放送された日本の刑事ドラマ。主演は橋爪功と名取裕子。
それまで「木曜ミステリー」で、橋爪は『京都迷宮案内』、名取は『京都地検の女』を中心に主演をし、単発で共演したこともあるなど、同シリーズの看板俳優を務めてきたが、本作はレギュラーバージョンでは初めての共同主演となった。

## 登場人物

### 京都府警捜査一課 夏木班
東雲尋八（しののめ じんぱち）
演 - 橋爪功（少年期：稲田都亜〈第5話〉）
嘱託刑事として、定年退職後に新設された夏木班へ配属される。シェアハウス想の入居者。昨年妻を亡くし、直後は引きこもりになっていた。昼行燈と言われているが、「東雲ネットワーク」と言われるご近所の人脈で情報収集し、謎を解く手がかりを得ている。
夏木朝子（なつき あさこ）
演 - 名取裕子
捜査二課から一課へ配属になり、夏木班の班長となる。階級は警部。夫は他界している。男勝りで文武両道、署内にもファンが多く親衛隊がいる。
大和田良太（おおわだ りょうた）
演 - 和田正人
夏木班の刑事。元陸上部で体力には自信がある。
吉田美緒（よしだ みお）
演 - 酒井美紀
夏木班の刑事。プロファイリングが得意。

### 京都府警
高田巌（たかだ いわお）
演 - 田中要次
鑑識課 課長。朝子の親衛隊長。
宮沢春子（みやざわ はるこ）
演 - 原田夏希
鑑識課 職員。
三好和夫（みよし かずお）
演 - 吉見一豊
捜査一課 庶務担当。
丸神敏明（まるがみ としあき）
演 - 羽場裕一
捜査一課 課長。
村田
演 - 山根誠示
京都府警捜査一課 村田班班長。
山田
演 - 浜田隆広
京都府警捜査一課 山田班班長。

### その他
徳間葵（とくま あおい）
演 - 柳ゆり菜
シェアハウス「想」の入居者。尋八の隣人。尋八の婚活を応援している。

### ゲスト

#### 第1話
三田ゆり子
演 - 酒井和歌子
元小学校教師。尋八の見合い相手。昨年、夫を交通事故で亡くしている。近所で連続放火事件が起きていて、一人暮らしは怖いと思い見合いをすることにした。近隣住民からは「先生」と呼ばれている。
矢島せい〈77〉
演 - 阪上和子
独居老人。放火で亡くなる。車椅子で一人暮らししており、もぐりで金貸しをしていた。
飯島翔〈12〉
演 - 鈴木福
辰夫の息子。パン屋でパンを万引きしようとして居合わせた大和田に捕まる。家庭が貧困なため、大文牛乳で配達のアルバイトをしている。
飯島辰夫
演 - 若林久弥
翔の父。失業者。離婚して翔と2人暮らし。亡くなった矢島せいから金を借りていた。
川上守
演 - デビット伊東
大文牛乳 店主。翔に頼みこまれ、気の毒に思いバイトとして雇っている。
向井雅人
演 - 石田大和
正也の息子。翔の友だち。一年前から学校にも来なくなり、姿も見かけなくなった。
向井正也
演 - 池田政典
雅人の父。無職。
パン屋店主
演 - 窪田弘和
パンを盗んだ将を追いかける。
放課後クラブのボランティア
演 - 牧田和子、泉知奈津
- 藤沢徹衛、大矢敬典

#### 第2話
葛城大二郎
演 - 河相我聞
京都府警捜査二課 課長。振り込め詐欺の捜査を担当。朝子が二課にいた頃は何度も組んでいる。
音羽慶介〈22〉
演 - 成田瑛基
振り込め詐欺グループのキーマン。ビルの階段で転落死。児童養護施設「心風園」出身。みゅうを妹のように可愛がっていた。
春日井さとし
演 - 冨家規政
京都府議会議長。
山県守男
演 - 竜雷太
シェアハウス「想」の入居者。悪質な有料メール交換サイトの「みゆき」という女性にカモにされている。有名国立大学を出て小説家を目指していた過去がある。結婚して子どもも3人いたが、離婚して現在は独り身。
青山みゅう
演 - かわさき鈴乃
児童養護施設「心風園」児童。先週、何者かに連れ去られそうになっている。
コンビニ店員
演 - 村上進哉
守男がよく利用するコンビニの店員。
みゆき
演 - 見生亜美
尋八らの想像上の「みゆき」。
御園勇樹〈26〉
演 - 金井勇太
コンビニ「Nano Mart」店員。ロリコン趣味の不審者リストに記載されている人物。
東雲ネットワークの人々
演 - 笹木俊志、まつむら眞弓、伊丹舞
尋八に春日井らの噂を話す。
- 出口高司、鎌森良平

#### 第3話
相羽邦雄
演 - 有福正志
相羽煙火店 社長。職場で頭部を強打して死亡。
新山佳世
演 - 小柳友貴美
相羽煙火店 パート従業員。邦雄の遺体の傍に尋八がおり、彼を人殺しと勘違いする。
栗田和仁
演 - 藤田宗久
相羽煙火店 従業員。社長の右腕と言われているベテラン。
間崎達郎
演 - 尾上寛之
相羽煙火店 従業員。入って3年の新入り。実は暴行傷害の前科がある。
美乃部渉
演 - 本宮泰風
美乃部煙火店 社長。相羽煙火店 元従業員。恵利香との交際が原因で10年前クビになっている。
相羽恵利香
演 - 高橋かおり（幼少期：椎平瑠月）
小物ショップ「えりか」店主。邦雄の一人娘。10年前、邦雄と縁を切って家を出ている。
望月遼馬
演 - 金子昇
ショッピングセンターの警備員。邦雄が養子に迎えようとしていた。6年前まで野球選手だった。3年前離婚して、現在は一人暮らし。
原口南海子
演 - 未來貴子
尋八の婚活相手。尋八に洛都川花火大会に誘われている。
警備員
演 - 内藤和也
ショッピングセンターの警備員。邦雄と望月の会話を聞いていた。
和菓子店店主
演 - 小泉敏生

田中元
演 - 保田盛凱清
望月遼馬の息子。洛都病院に入院している。
寿司屋の店主
演 - 細川純一

公園で遊ぶ子どもの母親
演 - 松島紫代
邦雄から恵利香に結婚相手を紹介してくれないか、と相談されていたことを尋八に話す。
- 床尾賢一

#### 第4話
水原知也
演 - 石橋保
平安みやびツーリスト 添乗員。尋八が参加する予定だった台湾ツアーの添乗員。
菅野翠〈36〉
演 - 内田慈
拓巳の姉。洛中総合病院のオペ看護師。自宅マンションで腹部を包丁で刺されて死亡。
菅野拓巳
演 - 内藤邦秋
翠の弟。元バーテンダー。翠と一緒に暮らしていたが、2年前、急性脳内出血で死亡している。
山内昌代
演 - 渡辺梓
翠の隣人。老人ホーム「グランド明洛」パート。
西山早苗
演 - 松下恵
平安みやびツーリスト 社員。公子が翠の名前を口にしていたことを尋八らに語る。
水原公子
演 - 有森也実
知也の妻。平安みやびツーリスト 元社員。3ヶ月前まで自宅で園枝の介護をしていた。
水原園枝
演 - 三浦徳子
知也の母。「グランド明洛」入居者。
パリに旅行した夫婦
演 - 西山清孝、前川恵美子

美容師
演 - 中谷由香
水原家の近所の美容院の美容師。
カレー屋店主
演 - 田井克幸
平安みやびツーリスト付近のカレー屋店主。
昌代の夫の浮気相手
演 - 中村彩実

修学旅行の添乗員
演 - 宇谷玲

- 三浦徳子、林哲夫、堀田貴裕、内藤邦秋

#### 第5話
土屋忠雄
演 - 堀内正美（少年期：柳井大輝）
「土屋メカニカル」 社長。尋八の幼馴染。刃物で刺されて死亡。
嶋村詩織
演 - 宮本真希（少女期：間島璃音）
置屋「よしつき」の芸妓・鳴月。
嶋村真輔
演 - 駿河太郎（幼少期：二宮輝生）
尋八と土屋を乗せた「京聯自動車」のタクシードライバー。詩織の弟。
田村知世
演 - 西村亜矢子
土屋の娘.
田村良和
演 - 内倉憲二
知世の夫。土屋メカニカル 社員。
森本一馬
演 - 佐渡山順久
以前、尋八に逮捕された男。
関口昭介
演 - 勝部演之（少年期：宮澤怜雅）
医師。東雲尋八の幼馴染。
住職
演 - 小峰隆司

皆川
演 - 花田昇太朗
大学生。
タクシー運転手
演 - 下元佳好

近所の主婦
演 - 紅壱子

小間物屋
演 - 峰蘭太郎

- 谷口高史、安井孝

#### 第6話
玉井加寿代
演 - 角替和枝
亮太の母・スーパーミヤビ本店従業員。客の大和田と懇意にしている。東京に息子がいる。
三河洋子
演 - 遊井亮子
スーパーミヤビ本店従業員。息子がいるシングルマザー。
三河ヒデユキ
演 - 寺田有亨
洋子の息子。
近藤潔
演 - 迫田孝也
スーパーミヤビの経営者の息子で本店店長。親が高齢で跡を継ぐため、半年前に東京から戻ってきた。頭部を殴られ、冷凍倉庫で凍死。東京では飲食チェーンの本部に勤めていた。
石原萌絵
演 - 末永遥
スーパーミヤビ本店従業員。近藤にメイクが濃いと叱責されていた。リストラ候補にあがっていた。
近藤円佳
演 - 小沢真珠
近藤潔の妻。カフェ「きぬかけの路 MADOKA」店主。潔とは東京で知り合い、昨年秋に結婚している。
真吾
演 - 西尾塁
萌絵が入れあげているホスト。
鰻屋店員
演 - 櫻井忍
加寿代の家に出前に行った「鰻屋 一八（いっぱち）」店員。
おしぼり工場従業員
演 - 中山由紀
円佳が働いていたおしぼり工場従業員。
「和洋食堂ハイライト」店長
演 - 矢部義章
潔が担当していたチェーン店「和洋食堂ハイライト」深川店店長。
片倉亮太〈35〉
演 - 東山龍平（少年期：井上優吏）
「和洋食堂ハイライト」深川店近くにできた和食処「ことことたいたん」店主。
- 稲田龍雄、大林菜穂子、井上久男

#### 第7話
置き屋女将
演 - 鈴川法子
尋八が訪れた置屋の女将。
斎藤楓〈15〉
演 - 山口まゆ
京南女子高等学校1年生。旧姓・古田 → 原。学校からの帰宅途中に誘拐される。両親が死んでから養護施設「あおい園」で育ち、1ヶ月前に斎藤家の養子となる。「あおい園」では原姓を名乗っていた。
斎藤良助
演 - 篠井英介
楓の養父。工務店「斎藤住工房」社長。
斎藤真奈
演 - 舟木幸
楓の養母。良助の妻。
古田
演 - 野々村仁、潮田由香里
楓と渚の実の両親。15年前自宅で夫婦で殺害される。
中島
演 - 西村匡生
藤田
演 - 幸世
上記2名は京都府警察特殊班。誘拐事件の捜査にあたる。
楓の同級生
演 - 藏前美郁、紙谷仁美
楓と帰り道が同じで仲が良い。
尋八の知り合い
演 - 西園寺章雄
東雲ネットワークの人脈。楓の里親の事情を尋八に語る。
上野渚
演 - 松浦雅
楓の姉。健康和惣菜「ながいき おまめ」店員。旧姓・古田。両親の死後、里親に引き取られた。
佐川武雄
演 - 佐藤銀平
クラブ「ミロ」の元ボーイ。クラブを辞めてスナックを始めたが、経営不振ですぐに潰れている。
借金取り
演 - 吉田輝生、清家一斗
- 川鶴晃裕、野々村仁、潮田由香里

#### 最終話
継原光太郎
演 - 今田良一
継原工業 会長。山城中央病院の入院患者。余命幾ばくもなく、ホスピスへの転院を希望していたが、病室で毒殺される。資産は16億円。
宮﨑摂子
演 - 久保田直子（テレビ朝日アナウンサー）
山城中央病院 看護師。光太郎が死んでいるのを発見する。
演 - 比留間由哲
継原佐和子（光太郎の後妻）
演 - クノ真季子

継原幾夫
演 - 得丸伸二
光太郎の長男。継原工業社長。だが社長とは名ばかりで実質は会長が実権を握っている。
継原雅治
演 - 石井英明
光太郎の次男。
古川トシコ〈55〉
演 - 中田喜子
山城中央病院 ヘルパー。3人の夫（内1人は内縁）を殺した嫌疑がかかっている。
里中和子
演 - 山下容莉枝
成田の遠縁。うどん屋店員。トシコが親戚の成田を殺害して財産を奪ったと警察に訴える。
戸田省三
演 - 比留間由哲
トシコの最初の夫。東北から大阪へトシコと駆け落ちしてきた。末期がんで入院しており、病室で心不全で死亡。財産はなく200万の借金を残した。
宮間紀嗣
演 - 楠年明
トシコの2番目の夫。戸田の死から3年後、弁当屋で働くトシコと知り合い結婚する。結婚から2年後、夫婦旅行中に心不全で死亡。死亡保険金は2千万円。
成田安二郎〈85〉
演 - 木谷邦臣
トシコの3番目の内縁の夫。資産家の独居老人。2年前、自宅で老衰による心不全で死亡。家屋敷はトシコに遺しており、資産価値は1億円。
遺品整理サービス「洛々ライフ」社員
演 - 三浦憲世
生前、成田が遺品整理の契約をしていた。
戸田の知人
演 - 菅田俊

家政婦養成学校の学長
演 - 富永佳代子

岩須道博
演 - いわすとおる
山城中央病院麻酔科医師。尋八の妻の主治医。
クリス
演 - クリス・ハート
シェアハウス想の入居者。米国人ミュージシャン。

## スタッフ
- 脚本 - 森下直、真部千晶、安井国穂、徳永富彦
- 音楽 - 山下康介
- 監督 - 黒沢直輔、猪原達三、長尾啓司、藤嘉行
- 主題歌 - クリス・ハート「あなたへ」（ユニバーサル・ミュージック・ジャパン）[12]
- ゼネラルプロデューサー - 佐藤凉一（テレビ朝日）
- プロデューサー - 川島誠史（テレビ朝日）、髙橋伸之（テレビ朝日）、島田薫（東映）
- 制作 - テレビ朝日、東映

## 放送日程
| 各話                                                          | 放送日  | サブタイトル                                                            | 脚本     | 監督     | 視聴率 |
| ------------------------------------------------------------- | ------- | ----------------------------------------------------------------------- | -------- | -------- | ------ |
| 第1話                                                         | 7月16日 | 無敵のコンビ登場!! 赤いドアの中の殺意                                   | 森下直   | 黒沢直輔 | 9.7%   |
| 第2話                                                         | 7月23日 | 完全犯罪の罠!! 二つの顔を持つ女!?                                       | 森下直   | 猪原達三 | 6.2%   |
| 第3話                                                         | 7月30日 | 花火の夜の約束!! 父娘3秒間の再会                                        | 真部千晶 | 猪原達三 | 6.5%   |
| 第4話                                                         | 8月06日 | 疑惑の夫婦の殺人レシピ…!! ニンジン抜きのカレーの謎                      | 真部千晶 | 黒沢直輔 | 6.7%   |
| 第5話                                                         | 8月20日 | 京都祇園〜かんざしに芸妓の殺意が!? 刑事の身代わりで殺されたスイカ泥棒!? | 安井国穂 | 黒沢直輔 | 6.5%   |
| 第6話                                                         | 8月27日 | 京おばんざい事件!! －20度の冷凍殺人トリック！おふくろの味に女4人の殺意  | 真部千晶 | 長尾啓司 | 8.0%   |
| 第7話                                                         | 9月03日 | 30日間だけの親子!? 誘拐された娘…疑惑の父が運ぶ身代金！三つのお弁当の謎  | 徳永富彦 | 長尾啓司 | 6.4%   |
| 最終話                                                        | 9月10日 | 遺産16億円!? 夫4人を殺した悪女と魔性のトリック!! 辞表をかけた最後の事件 | 森下直   | 藤嘉行   | 8.5%   |
| 平均視聴率 7.3%（視聴率はビデオリサーチ調べ、関東地区・世帯） |         |                                                                         |          |          |        |